# أموني (اسم)
أَمُوْنِي هو اسم علم مذكر من أصل عربي، ومعناه هو نسبة إلى أَمُون: المبالغ في الوثوق بالآخرين والاطمئنان إليهم والكثير السلامة من الشر والمطية المأمونة لا تعثر ولا تغتر.